# 아이써틴
아이써틴(I-13)은 대한민국의 여성 아이돌 그룹이다. 2005년 당시 멤버는 초등학생 3명 중학생 4명 고등학생 6명으로 13명으로 구성되어 있었다. 현재 활동 중인 소녀시대, 우주소녀, 구구단, 프리스틴, 다이아, 위키미키, 모모랜드와 같은 8인조 이상의 대한민국 아이돌 여성 그룹의 초기에 해당한다. 아이써틴은 2년간 대한민국 각지를 돌며 오디션을 진행해서 선발한 멤버를 각 전문가에게 체계적이면서도 엄격한 트레이닝을 거쳐 탄생하게 되었다. 멤버 이름은 십이지를 따서 지었고 마지막 멤버인 모는 "묘"와 쌍둥이라는 점에서 비슷한 모로 정해졌다. 아이써틴은 첫 대형 여성그룹이라는 점에 큰 화제를 모으기도 했다. 2005년 10월 데뷔앨범을 발표하고 타이틀곡 One More Time으로 꾸준히 활동하였다. 반면, 앨범은 큰 인기를 얻지 못하고 결국 마지막 앨범이 되었다. 이후 아이써틴은 소리없이 해체되었으나 멤버중 자(이지은),진(박민정),사(박가진)은 2009년 여성 4인조 그룹 제이큐티로 활동하였으며 현재 5인조 걸그룹 에스더원 멤버로 활동준비중이었다가 현재는 해체되어 멤버들 전원은 연예활동이 전무하다. 축(백은혜)은 MBC 《스타의 친구를 소개합니다》에 출연한 적이 있다.

## 구성원
- 자(이지은) - 1987년 10월 23일생
- 축(백은혜) - 1989년 2월 13일생
- 인(금가은) - 1989년 3월 25일생
- 묘(김보림) - 1988년 4월 10일생
- 진(박민정) - 1990년 2월 3일생
- 사(박가진) - 1990년 1월 10일생
- 오(안정윤) - 1991년 4월 7일생
- 미(김송이) - 1992년 5월 1일생
- 신(남미리) - 1992년 8월 19일생
- 유(임효진) - 1993년 4월 15일생
- 술(조연진) - 1993년 8월 4일생
- 해(김수진) - 1993년 10월 27일생
- 모(김보련) - 1988년 4월 10일생

## 음반 목록
1. One More Time - 2005년 10월 18일 발매

## 같이 보기
- 슈퍼주니어